# Коханівське нафтове родовище
Коханівське нафтове родовище — належить до Більче-Волицького нафтогазоносного району Передкарпатської нафтогазоносної області Західного нафтогазоносного регіону України.

## Опис
Розташоване у Львівській області на відстані 10 км від м. Яворів.
Приурочене до північно-західної частини Косівсько-Угерської підзони Більче-Волицької зони.
Структура розмірами в межах продуктивних блоків 7,0х2,3-4,0 м та амплітудою 250 м виявлена в 1954 р. Вона складена верхньоюрськими карбонатними породами, перекритими теригенними баденськими та нижньосарматськими. Ці породи утворюють структурний ніс, що занурюється в півд-сх. напрямку. Два поздовжні тектонічні порушення надають йому по юрському комплексу форму горсту, який розбитий поперечними скидами на три блоки.
Перший промисловий приплив нафти отримано з верхньоюрської товщі з інт. 1117—1154 м у 1958 р. Колектор порово-тріщинного кавернозного типу.
Експлуатується з 1957 р.
Поклад масивний. Режим покладу пружний та розчиненого газу. Запаси початкові видобувні категорій А+В+С1: нафти — 997 тис. т. Густина дегазованої нафти 982 кг/м³. Вміст сірки у нафті 5,14 мас.%.